# Duarte Pio, hertig av Bragança
Duarte Pio, hertig av Bragança (Duarte Pio João Miguel Gabriel Rafael), född den 15 maj 1945 i Bern, är tronpretendent till Portugals kungatron. Han är son till Duarte Nuno, hertig av Bragança (1908–1976) och barnbarns barn till kung Mikael I.
Han gifte sig 1995 med Isabel Inês de Castro Curvelo de Herédia (1966–). De har tre barn: 
- Afonso, furste av Beira, hertig av Barcelos (född 25 mars 1996)
- Maria Francisca, hertiginna av Coimbra (född 3 mars 1997)
- Dinis, infant av Portugal, hertig av Porto (född 25 november 1999)

Hertigen representerade sitt hus vid Carl XVI Gustafs 60-årsfirande 2006.